# Cryptophaps poecilorrhoa
Cryptophaps poecilorrhoa — вид голубових.

## Поширення
Знаходиться в Індонезії. Його природне середовище проживання це субтропічний або тропічний вологий гірських ліс. Зазвичай спостерігався в кронах дерев.

## Поведінка
Було зафіксоване приймання в їжу тільки пальмове насіння.

## Морфологія
Досягає довжини тіла 47 сантиметрів. Статевий диморфізм відсутній. Оперення голови і шиї сіре. Перед голови освітлюється до блідо-сірого кольору. Низ грудей блідо-сірий. Верх грудей темно-сірий. Живіт коричнюватий. Спини, надхвістя і крила темно-оливково-зелені. Хвіст темний і має на кінці вузьку від блідо-жовтого до жовтувато-білого кольору смугу.